# دورانگو (کلرادو)
دورانگو (به انگلیسی: Durango) شهری در ایالت کلرادو کشور ایالات متحده آمریکا است که جمعیت آن در سرشماری سال ۲۰۱۰ میلادی، ۱۶٬۸۸۷ نفر بوده‌است.